# Little Compton
Little Compton is een civil parish in het bestuurlijke gebied Stratford-on-Avon, in het Engelse graafschap Warwickshire. In 2001 telde het dorp 238 inwoners.